# Olympische Winterspiele 2002/Freestyle-Skiing
Bei den XIX. Olympischen Spielen 2002 in Salt Lake City fanden vier Wettbewerbe im Freestyle-Skiing statt. Austragungsort war das Deer Valley Resort bei Park City.

## Bilanz

### Medaillenspiegel
| Platz | Land               | Gold | Silber | Bronze | Gesamt |
| ----- | ------------------ | ---- | ------ | ------ | ------ |
| 1     | Australien         | 1    | –      | –      | 1      |
| 1     | Finnland           | 1    | –      | –      | 1      |
| 1     | Norwegen           | 1    | –      | –      | 1      |
| 1     | Tschechien         | 1    | –      | –      | 1      |
| 5     | Vereinigte Staaten | –    | 3      | –      | 3      |
| 6     | Kanada             | –    | 1      | 1      | 2      |
| 7     | Frankreich         | –    | –      | 1      | 1      |
| 7     | Japan              | –    | –      | 1      | 1      |
| 7     | Belarus            | –    | –      | 1      | 1      |

### Medaillengewinner
| Konkurrenz  | Gold          | Silber       | Bronze            |
| ----------- | ------------- | ------------ | ----------------- |
| Aerials     | Aleš Valenta  | Joe Pack     | Aljaksej Hryschyn |
| Buckelpiste | Janne Lahtela | Travis Mayer | Richard Gay       |

| Konkurrenz  | Gold          | Silber           | Bronze        |
| ----------- | ------------- | ---------------- | ------------- |
| Aerials     | Alisa Camplin | Veronica Brenner | Deidra Dionne |
| Buckelpiste | Kari Traa     | Shannon Bahrke   | Tae Satoya    |

## Ergebnisse Männer

### Aerials
| Platz | Land | Sportler                | Punkte |
| ----- | ---- | ----------------------- | ------ |
| 1     | CZE  | Aleš Valenta            | 257,02 |
| 2     | USA  | Joe Pack                | 251,64 |
| 3     | BLR  | Aljaksej Hryschyn       | 251,19 |
| 4     | CAN  | Jeff Bean               | 250,97 |
| 5     | UKR  | Stanislaw Krawtschuk    | 246,30 |
| 6     | USA  | Brian Currutt           | 245,19 |
| 7     | BLR  | Dsmitryj Daschtschynski | 244,29 |
| 8     | CAN  | Andy Capicik            | 243,78 |
| 9     | USA  | Jeret Peterson          | 238,05 |
| 10    | BLR  | Dsmitryj Rak            | 226,34 |
|       |      |                         |        |
| 13    | CHE  | Christian Kaufmann      | 214,90 |
| 21    | CHE  | Martin Walti            | 160,56 |

Qualifikation: 16. Februar 2002, 13:30 Uhr 
 Finale: 18. Februar 2002, 12:00 Uhr
Anlage: „White Owl“ 

Anlauflänge: 60 m; Anlaufgefälle: 25° 
 Auslauflänge: 25 m; Auslaufgefälle: 37,5°
25 Teilnehmer, alle in der Wertung.

### Buckelpiste
| Platz | Land | Sportler         | Punkte |
| ----- | ---- | ---------------- | ------ |
| 1     | FIN  | Janne Lahtela    | 27,97  |
| 2     | USA  | Travis Mayer     | 27,59  |
| 3     | FRA  | Richard Gay      | 26,91  |
| 4     | USA  | Jonny Moseley    | 26,78  |
| 5     | FIN  | Tapio Luusua     | 26,67  |
| 6     | CAN  | Scott Bellavance | 26,55  |
| 7     | CAN  | Ryan Johnson     | 26,55  |
| 8     | FIN  | Mikko Ronkainen  | 26,49  |
| 9     | USA  | Jeremy Bloom     | 26,19  |
| 10    | FIN  | Sami Mustonen    | 26,08  |
|       |      |                  |        |
| 19    | CHE  | Christian Stohr  | 24,03  |

Datum: 12. Februar 2002, 09:00 Uhr (Qualifikation), 12:00 Uhr (Finale)
Piste: „Champion“ 

Pistenlänge: 262 m; Pistenbreite: 10 m; Gefälle: 28°
30 Teilnehmer, alle in der Wertung.

## Ergebnisse Frauen

### Aerials
| Platz | Land | Sportlerin         | Punkte |
| ----- | ---- | ------------------ | ------ |
| 1     | AUS  | Alisa Camplin      | 193,47 |
| 2     | CAN  | Veronica Brenner   | 190,02 |
| 3     | CAN  | Deidra Dionne      | 189,26 |
| 4     | RUS  | Olga Koroljowa     | 188,37 |
| 5     | CHN  | Li Nina            | 185,23 |
| 6     | RUS  | Anna Sukal         | 174,24 |
| 7     | RUS  | Natalja Orechowa   | 170,54 |
| 8     | AUS  | Lydia Ierodiaconou | 169,38 |
| 9     | BLR  | Ala Zuper          | 164,92 |
| 10    | CAN  | Veronika Bauer     | 153,88 |
| 11    | CHE  | Evelyne Leu        | 147,31 |
|       |      |                    |        |
| 20    | CHE  | Manuela Müller     | 125,47 |

Qualifikation: 16. Februar 2002, 10:00 Uhr 
 Finale: 18. Februar 2002, 12:00 Uhr
Anlage: „White Owl“ 

Anlauflänge: 60 m; Anlaufgefälle: 25° 
 Auslauflänge: 25 m; Auslaufgefälle: 37,5°
21 Teilnehmerinnen, alle in der Wertung.

### Buckelpiste
| Platz | Land | Sportlerin           | Punkte |
| ----- | ---- | -------------------- | ------ |
| 1     | NOR  | Kari Traa            | 25,94  |
| 2     | USA  | Shannon Bahrke       | 25,06  |
| 3     | JPN  | Tae Satoya           | 24,85  |
| 4     | CAN  | Jennifer Heil        | 24,84  |
| 5     | USA  | Hannah Hardaway      | 24,77  |
| 6     | JPN  | Aiko Uemura          | 24,66  |
| 7     | USA  | Ann Battelle         | 24,62  |
| 8     | FRA  | Sandra Laoura        | 24,12  |
| 9     | RUS  | Marina Tscherkassowa | 23,52  |
| 10    | AUT  | Margarita Marbler    | 23,18  |
|       |      |                      |        |
| 26    | CHE  | Corinne Bodmer       | 20,28  |

Datum: 9. Februar 2002, 09:00 Uhr (Qualifikation), 12:00 Uhr (Finale)
Piste: „Champion“ 

Pistenlänge: 262 m; Pistenbreite: 10 m; Gefälle: 28°
29 Teilnehmerinnen, alle in der Wertung.